# ウォルター・フリーマン
ウォルター・ジャクソン・フリーマン二世（英: Walter Jackson Freeman II、1895年11月14日 - 1972年5月31日）は、アメリカ合衆国の精神科医。ロボトミー手術の術式を発展させたことで有名。アメリカ精神医学会のメンバーであった。

## 経歴

### 生い立ち
ウォルター・J・フリーマンは1895年11月14日に、ペンシルバニア州出身の上流階級の両親の元に、フィラデルフィアで産まれた。彼の祖父（W・キーン）は南北戦争の従軍医師として高名で、父も成功した医師であり、そのような家系で育ったフリーマンも必然的に医師の道を歩み始めた。1912年にエール大学（当時はカレッジ）に入学し、1916年に卒業した後、精神医学を学ぶためペンシルベニア大学 医学大学院に進んだ。医学を学んでいる間、彼は臨床神経科医のウィリアム・スピラーに傾倒し、特に解剖学の知識を臨床的に神経学的問題に適用する事に強く興味を示した。
卒業後まもなく、1924年にフリーマンはワシントンD.C.に移住し、同市で初の精神科医として活動を開始した。到着後すぐに彼は同市にあるセントエリザベス病院という精神病院に研究室を構えた。そこで患者が受ける苦痛や苦悩を目撃したことは、彼の研究意欲をさらに惹起した。1926年、神経学の博士号を取り、ジョージ・ワシントン大学に移籍しその教授の職を得た。

### 精神外科＝ロボトミー
人間に対する最初の、精神外科手術（脳への侵襲による精神疾患治療の試み）は、1880年代から90年代の、スイスの精神科医ゴットリーブ・ブルクハルトによるものと一般的には言われている。ブルクハルトの先駆的な試みは同時代においても非難され、ゆえにその後は、精神外科手術は散発的にしか試みられなかった。1935年11月12日、ポルトガルの精神科医エガス・モニスは、新しい精神外科手術を考案し実行した。
彼の考案した「ロイトコミー（白質切裁術）」は、精神病を治療する目的で、患者の大脳にある前頭葉の一部分を切除するものであったが、フリーマンは、すぐさまモニスを『師』と仰ぐようになり、そしてそれを「ロボトミー」と呼ぶ術式に発展させた。ロボトミーは、前頭葉を切除するのではなく前頭葉と視床の間の神経繊維を切断する方法であった。
フリーマンは、自分自身は脳外科手術を行う資格を持っていなかったので、彼は神経外科医ジェームズ・ワッツに研究の協力を求めた。モニスが行った最初のロイトコミーの1年後、1936年9月14日に、フリーマンは早くもアメリカ合衆国で、最初の前頭葉白質切裁術をワッツと共に実施した。彼らはその後の2ヶ月間で、20回にも及ぶロボトミー手術を行っている。1942年までに、2人は200回以上のロボトミー手術を行い、うち63％で病状が改善、23%は不変、14％が術後病状が悪化したという成績を報告した。

### 経眼窩ロボトミー＝アイスピック・ロボトミー
ロボトミーを開始して10年後、フリーマンは、イタリアの精神科医アマロ・フィアンベルティの論文より、眼窩（眼球を収める頭蓋骨のくぼみ）を経由して大脳に到達する技法を知った。それを使えば、頭蓋骨を砕く事なく大脳にメスを入れる事ができるのである。この新しい技法について実験を行った後、フリーマンはこの技法「経眼窩ロボトミー」の手順を完成させた。
この技法は別名「アイスピック・ロボトミー」としても知られ、金属製の錐状の棒（本物のアイスピックが使われた事もあるという）を、左右の瞼の裏から眼窩に差し込み、頭蓋骨の最も薄い部分を破砕して前頭葉に到達し、前後にそれを動かす事で、前頭前野皮質への神経繊維を無造作に切裁するというものである。彼はワシントンD.C.で、最初の経眼窩ロボトミーを行ったが、この方法は、脳神経外科や麻酔科医の助けを借りず、電気ショック療法による全身麻酔のみで行う事ができるため、手術室以外で処置が行えるだけでなく、簡便さ、処置時間の短さにおいても、当時は画期的なものであった。
実際、この術式の「発展」により、より多くの「治療」を行う事ができるようになり、当時精神病患者で慢性的に溢れ、医師や看護婦の数も絶対的に不足していた全米の精神病院で実施されるようになった。しかし、長年の協力者であったワッツは、通常は手袋やマスクもせずに実施する、経眼窩ロボトミーの濫用と残虐性について、フリーマンと意見が対立し、1950年、彼の元を去る事になった。

### 晩年
アイスピック・ロボトミーを開発した後、フリーマンは自分の自家用車のバンで全米の精神病院を訪問する旅行を開始した。彼はこれを「ロボトモバイル」と呼んだ。彼の旅の目的は、ロボトミーを行えるスタッフを教育し訓練することで、ロボトミーをより広範囲に普及するためのものであった。
ジョン・F・ケネディの妹ローズマリー・ケネディに対する治療は、彼女にひどい障害を残すだけに終わり、その他ロボトミーに対する広範囲に渡る批判にもかかわらず、フリーマンは名声を得続けた。40年間でフリーマンが23の州で行った3439件ものロボトミー手術のうち、2500件は、彼が正式な外科的なトレーニングを経ずに実施した、アイスピック・ロボトミーであった。モーテンセンという患者に対して、フリーマンは3度もロボトミー手術を行ったが、その最後の手術で彼女が脳溢血で死亡するまで、彼は彼女への治療を止めなかった。
フリーマンは、唯一許可していたカルフォルニア州バークレーのヘリック記念病院で行っていたが、1967年2月にロボトミー手術を受けた患者が死亡したことにより、病院はロボトミー手術の許可を取り消し、フリーマンのロボトミーは終焉した。
ロボトミーを受けた患者は、しばしば食べ方やバスルームの使い方から再教育しなければならなかった。再発は普通にみられたうえ、手術を受けた患者の一部は決して回復することはなかった。そして、およそ15％は手術によって死亡した。フリーマンは、手術の際、手袋もマスクも着けなかった。彼は4歳の子供を含む19人の未成年者にロボトミー手術を行った。57歳で、フリーマンはジョージ・ワシントン大学の職を辞し、カリフォルニア州で引退生活を送り始めた。
また、ロボトミー手術のほか、精神分裂病の患者に対しインスリン・ショック療法を導入したこともあり、「精神外科の父」と呼ばれる存在になった。
フリーマンは、1972年5月31日に結腸癌により76歳で亡くなった。
フリーマンの膨大な研究成果は、1980年にジョージ・ワシントン大学に寄付された。コレクションは、主にフリーマンとワッツの医学職歴と精神外科に関する物で、現在大学のリサーチセンターが管理しており、ゲルマン図書館に所蔵されている。

## 精神医学への貢献
ウォルター・フリーマンは、精神医学と神経学の研究に重要な貢献をしている。フリーマンは、彼の「導師」アントニオ・エガス・モニスをノーベル賞に推薦し、モニスは1949年にノーベル医学賞を受賞している。彼は重篤な精神病の治療可能性として、神経外科を精神医学の世界に門戸を開ける先駆的な役割を果たした。彼はまた、精神の振る舞いが脳生理学的な基礎に寄っているという意見を支持した。
しかし、心に対する関心に関わらず、動物実験には無関心であったし、脳に対しても無理解で、精神外科手術の結果も無関心であった。フリーマンはまた、アメリカ精神科神経科評議会の創立メンバーであり、事務長を務め、アメリカ精神医学会の会員であった。